# 31 v. Chr.
Portal Geschichte | Portal Biografien | Aktuelle Ereignisse | Jahreskalender | Tagesartikel

◄ |
2. Jahrhundert v. Chr. |
1. Jahrhundert v. Chr. |
1. Jahrhundert |
►

◄ | 50er v. Chr. | 40er v. Chr. | 30er v. Chr. | 20er v. Chr. |
10er v. Chr. |
►

◄◄ | ◄ | 34 v. Chr. | 33 v. Chr. | 32 v. Chr. | 31 v. Chr. |
30 v. Chr. |
29 v. Chr. |
28 v. Chr. |
► |
►►
Staatsoberhäupter

## Ereignisse

### Politik und Weltgeschehen
- Zu Beginn des Jahres: Marcus Agrippa segelt über das Ionische Meer, erobert die Flottenbasis Methone, vertreibt die Besatzung des Marcus Antonius von der Insel Korfu und ermöglicht Octavian durch die Beschäftigung von Antonius’ Streitkräften, mit dem Hauptheer von 80.000 Soldaten und 12.000 Reitern ungehindert an der griechischen Küste zu landen und in wenigen Tagen Toryne in Epirus zu erreichen. Sie versuchen nun erfolgreich, den Hauptteil der gegnerischen Schiffe einzuschließen, die im nicht weit entfernten ambrakischen Golf nahe der griechischen Hafenstadt Actium versammelt sind. Marcus Antonius, offenbar vom raschen Vorgehen seines Gegners überrascht, hat bald aufgrund der ihm abgeschnittenen Nachschubwege mit Nahrungsmangel zu kämpfen und verliert auch durch Desertionen zahlreiche Männer. Er bietet daraufhin mehrfach vergeblich eine Landschlacht an.
- 2. September: Mit dem Sieg in der Schlacht bei Actium erlangt Octavian endgültig die Vorherrschaft im Römischen Reich. Er besiegt in dieser Schlacht mit Hilfe von Marcus Agrippa seinen Gegenspieler Marcus Antonius und die ägyptische Königin Kleopatra VII. Die Römische Republik neigt sich damit dem Ende zu.

Plan von Nikopolis

- Octavian gründet Nikopolis in Epirus.

### Wissenschaft und Technik
- In Rom entstehen die ersten Zementbauten.

## Gestorben
- Marcus Aemilius Lepidus, Sohn des gleichnamigen römischen Triumvirn und dessen Gattin Iunia
- Gnaeus Domitius Ahenobarbus, römischer Politiker
- Tarkondimotos I., König von Amanos
- um 31 v. Chr.: Lucius Marcius Philippus, römischer Politiker (* um 80 v. Chr.)